# Antrechinus
Genre
Antrechinus est un genre d'oursins irréguliers de la famille des Urechinidae.

## Description et caractéristiques
Ce sont des oursins très irréguliers, dont la forme a évolué de la sphère vers une forme ovale et bombée, avec une face inférieure plane. Ces oursins sont structurés selon une symétrie bilatérale secondaire, avec la bouche à l'« avant » et l'anus à l'« arrière ». Les piquants (« radioles ») sont courts, fins et clairsemés.
Leur test est fin et très fragile. Ce genre se distingue des autres au sein de cette famille par ses 4 plaques génitales portant chacune un gonopore.
C'est l'une des quelques espèces d'oursins pour lesquelles les femelles « élèvent » les juvéniles grâce à des organes spécialisés. 

## Liste d'espèces
Selon World Register of Marine Species (21 mars 2021) :
- Antrechinus drygalskii (Mortensen, 1905)
- Antrechinus mortenseni (David & Mooi, 1990)
- Antrechinus nordenskjoldi (Mortensen, 1905)

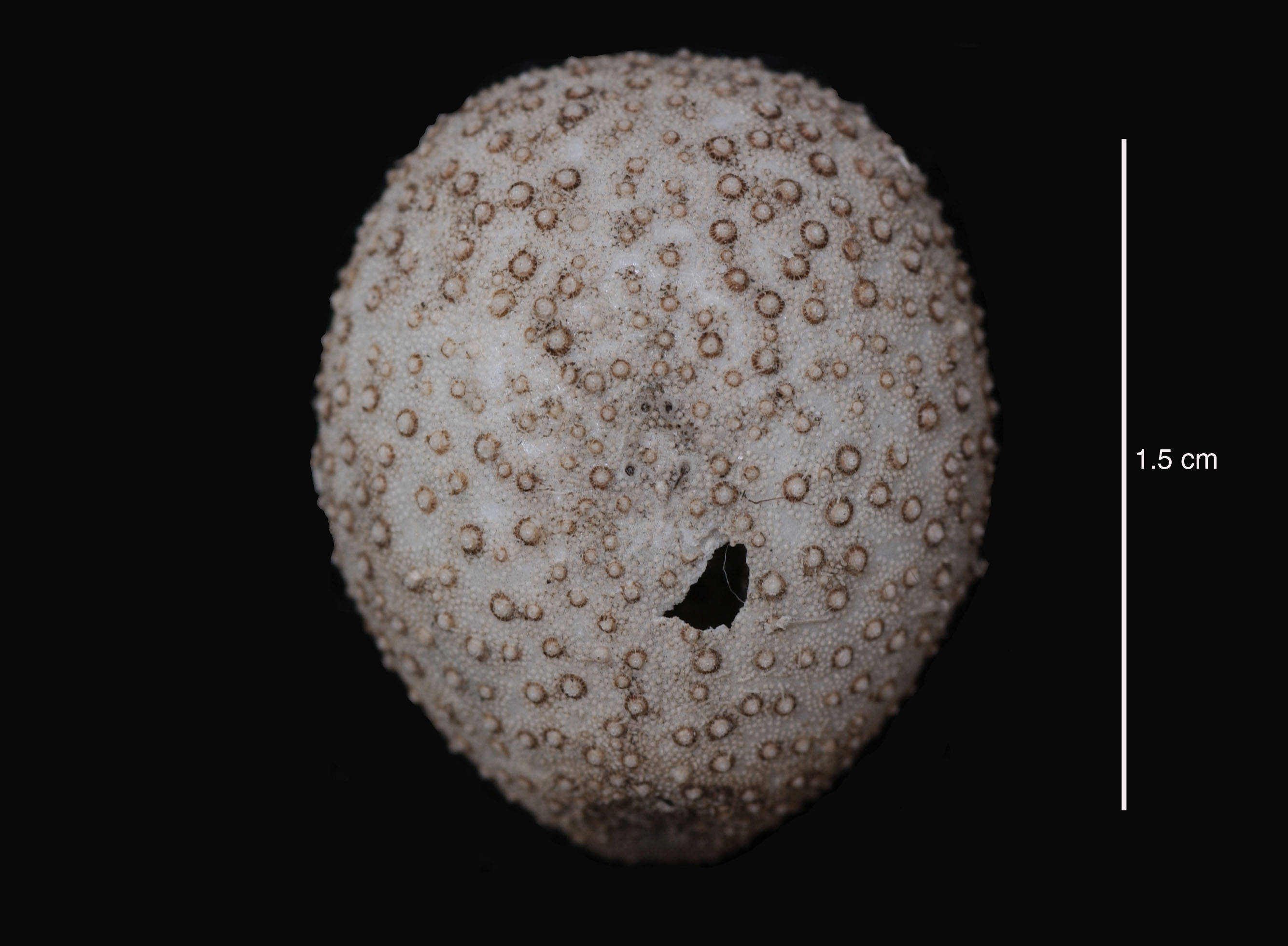
Antrechinus mortenseni.
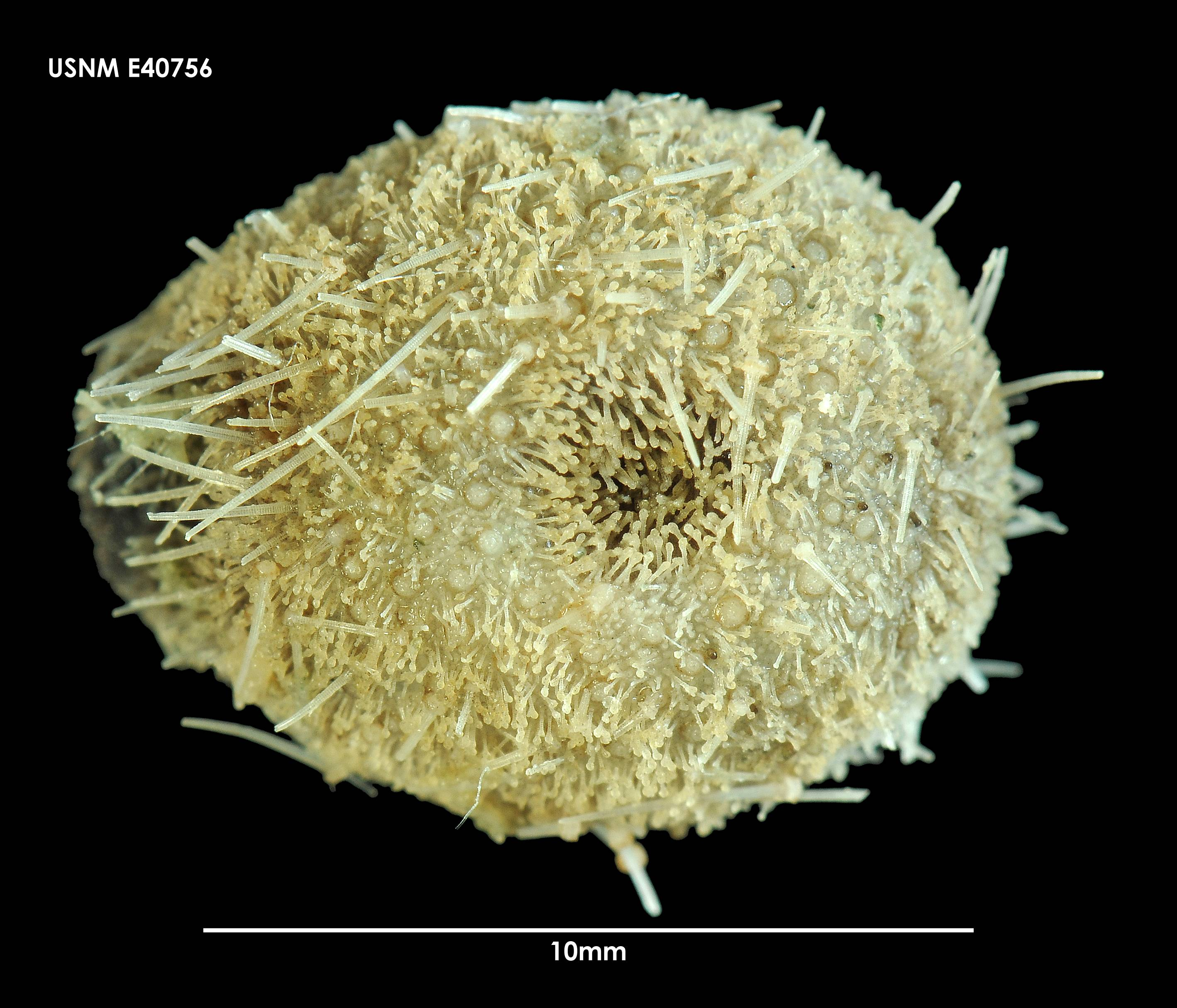
Antrechinus nordenskjoldi.

## Publication originale
- (en) R. Mooi et B. David, « Phylogenetic analysis of extreme morphologies: deep-sea holasteroid echinoids », Journal of Natural History, Taylor & Francis, vol. 30, no 6,‎ juin 1996, p. 913-953 (ISSN 0022-2933 et 1464-5262, DOI 10.1080/00222939600770501, lire en ligne).